# Minucia privata
Minucia privata är en fjärilsart som beskrevs av Franz Dannehl 1926. Minucia privata ingår i släktet Minucia och familjen nattflyn. Inga underarter finns listade i Catalogue of Life.